# 汐留シティセンター

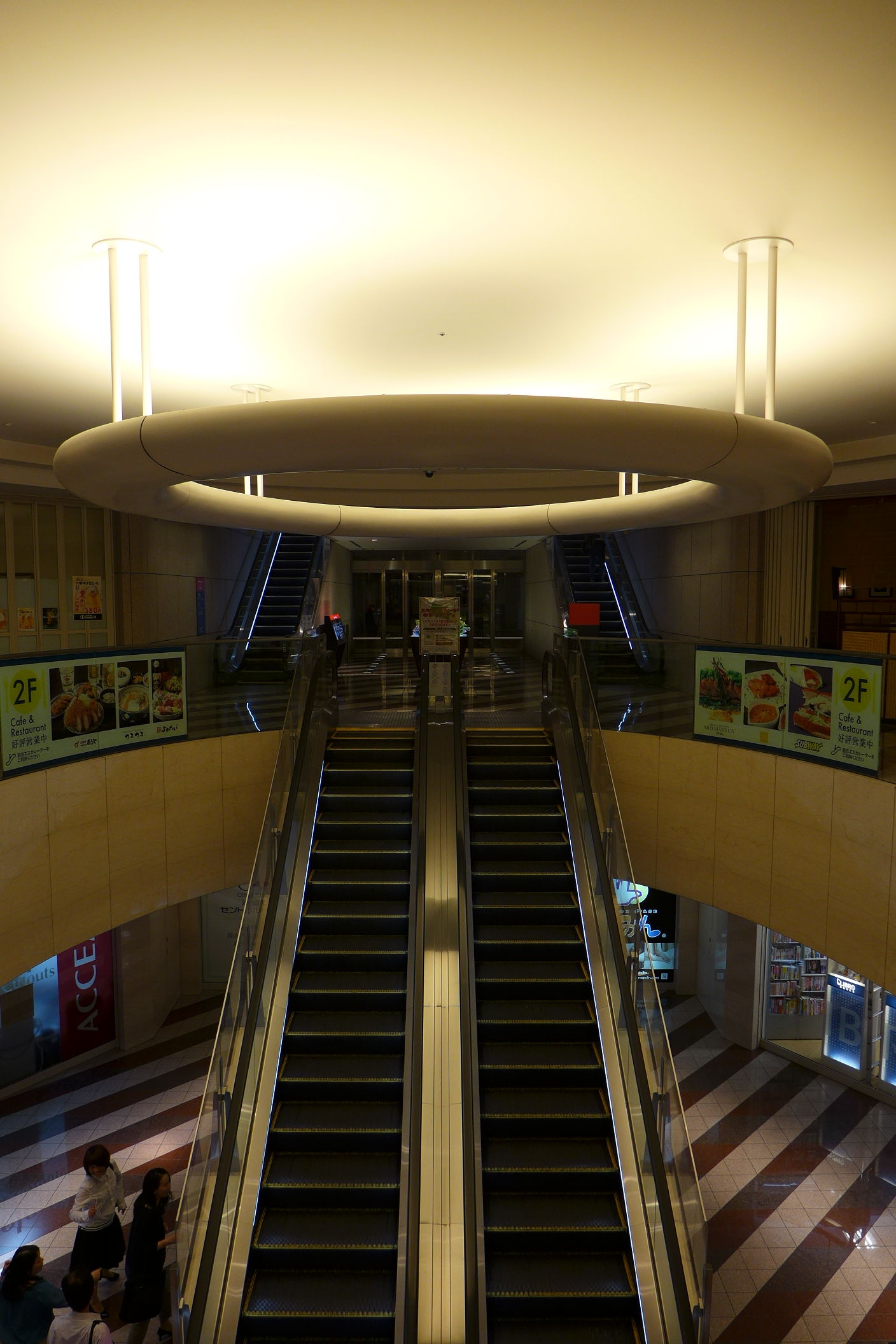
内観

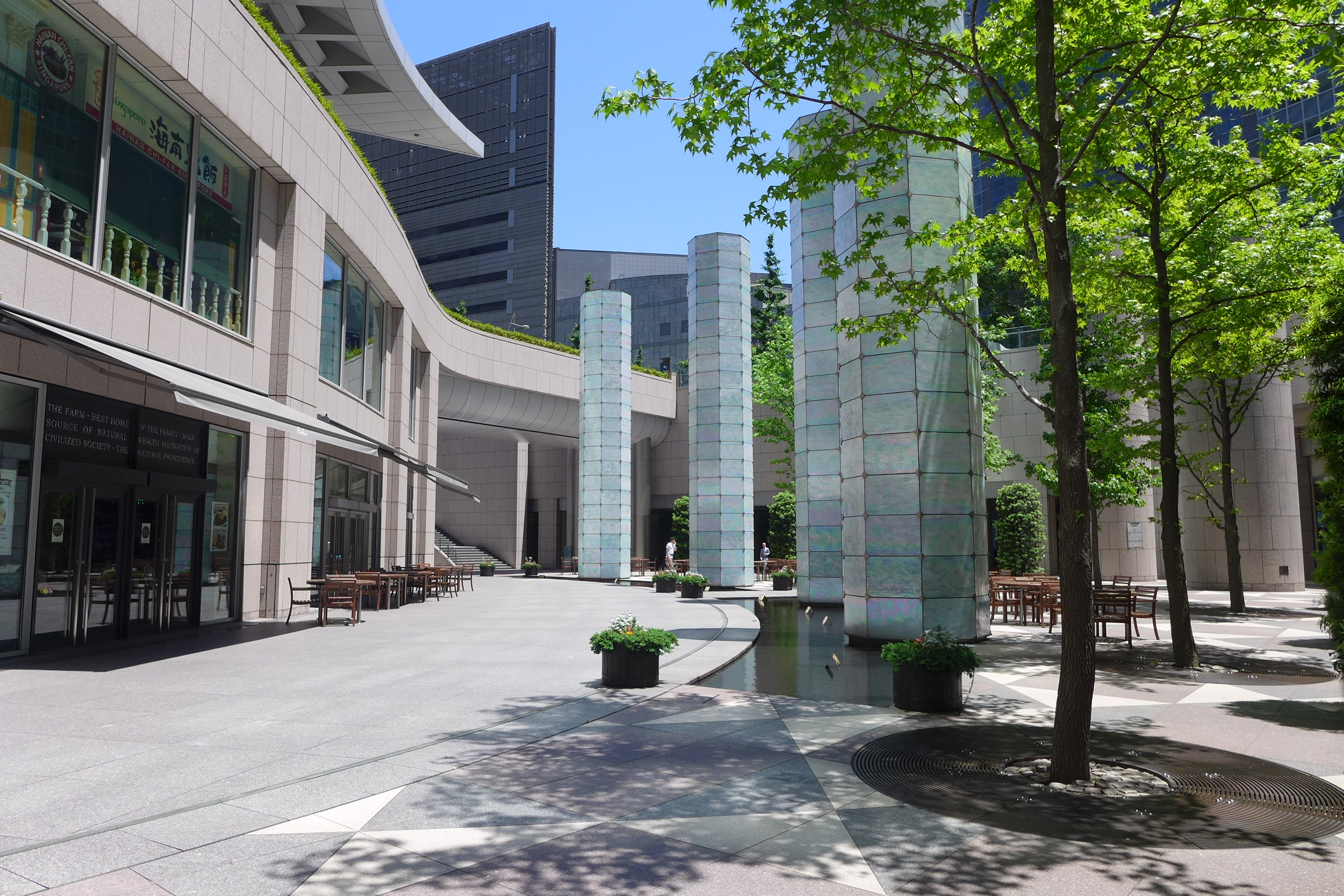
オープンスペース

汐留シティセンター（しおどめシティセンター）は、東京都港区東新橋一丁目（通称・汐留）にある超高層オフィスビルである。
三井不動産とシンガポール政府投資公社（GIC）の子会社アルダニー・インベストメンツ・ピーティー・リミテッドが保有する。オフィステナントには完成前に90%が埋まるほどの人気を博した。2003年度グッドデザイン賞受賞。

## 概要
1997年2月、再開発エリアである汐留シオサイトのB街区をアルダニー社、松下電工、三井不動産が落札。開発にあたっては街区の中心部に旧新橋停車場駅舎を当時そのままの形で復元するという諸条件があったため、その条件を織り込みながら、松下電工が本社ビル（現：パナソニック東京汐留ビル）、三井不動産とアルダニー社がテナントビルを建てるという配置計画が練られ、フォード財団ビルやJPモルガンビルなどを手掛けたアメリカ合衆国の建築家であるケビン・ローシュの設計と竹中工務店の施工の下に建設が着手され、2003年1月23日に地上43階 地下4階のオフィスビルである「汐留シティセンター」が竣工した。
建物中層から高層部にかけては深いエメラルドグリーンのガラスを一面に貼り、優美な曲線を描いた外観が未来的なイメージを創出し、低層部は新橋停車場跡との調和を考えて花崗岩に覆われたクラシカルなデザインとなっている。1階ロビーには、ダイナミックで斬新なデザインのレリーフ、油絵、彫刻などを視覚的に配している。
汐留シティセンターは、不動産に関する総合的なマネジメントは三井不動産が行っている。汐留シオサイトでは同社はほかに、汐留メディアタワー、トッパンフォームズビルなどのプロジェクトマネジメントを手掛けている。

## オフィスフロア
オフィスフロアは地上4階～40階。1フロア約850坪の賃貸オフィスで、5、6、24階を特殊階と位置付け、基準階フロアに比べ、階高・天井高・OAフロアなどの仕様をグレードアップした。

### 主なテナント
- ANAホールディングス本社
- 全日本空輸・全日空商事本社
- 森永乳業本社

- NRIネットコム東京本社
- ソースネクスト本社
- HJホールディングス本社
- タイミー

## 商業施設ゾーン
地下2階から地上3階の低層階と41・42階を合わせた約3800坪のゾーンで構成され、2003年4月10日にグランドオープンした。1階の一角にはポルシェセンター銀座が入り、日本初のサロンスタイルを取り入れた。3階はほぼクリニックが占める。

### 主なテナント
ショップ 
- リブロ
- ファミリーマート
- トモズ
- ゴディバ
- ポルシェスタジオ銀座

サービス
- 汐留シティセンター郵便局
- ほけんの窓口汐留シティセンター店
- 三井住友銀行 汐留シティセンター出張所
- タクシー乗り場(帝都自動車交通)

飲食
- スターバックス
- フェルツ
- The OREGON Bar&Grill
- 和食 えん
- Fish Bank TOKYO
- マジェスティック
- 焼肉銘菜 星遊山

クリニック
- 汐留シティセンター歯科
- 汐留シティセンターセントラルクリニック
- 汐留整形外科
- リプロダクションクリニック東京

## その他

### ロケ地
ゆりかもめ新橋駅を挟んで向かい側に日本テレビ、ゆりかもめ沿線にフジテレビジョンが所在し、また至便な立地や先進的な外観デザインから、同ビルがTVドラマやCMなどのロケ地として選定されることもしばしばある。
主な撮影ドラマ
- サプリ
- 神はサイコロを振らない
- ブラザー☆ビート
- はるか17
- 夫婦。
- 離婚弁護士
- 僕と彼女と彼女の生きる道
- あした天気になあれ。

他

## アクセス
- ゆりかもめ、都営地下鉄大江戸線：汐留駅
- ゆりかもめ、都営地下鉄浅草線、JR東日本、東京メトロ銀座線：新橋駅